# Lissolongichneumon mesomelas
Lissolongichneumon mesomelas är en stekelart som beskrevs av Heinrich 1968. Lissolongichneumon mesomelas ingår i släktet Lissolongichneumon och familjen brokparasitsteklar. Inga underarter finns listade i Catalogue of Life.